# Armin Hodžić
Armin Hodžić (Sarajevo, 17 november 1994) is een Bosnisch voetballer die doorgaans als aanvaller speelt. Hij verruilde Dinamo Zagreb in augustus 2018 voor Fehérvár. Hodžić debuteerde in 2016 in het Bosnisch voetbalelftal.

## Clubcarrière
Hodžić verruilde Željezničar in mei 2011 voor Liverpool. Tijdens het seizoen 2012/13 en 2013/14 werd hij uitgeleend aan zijn ex-club Željezničar. In 2014 tekende hij een vijfjarig contract bij Dinamo Zagreb. Op 28 februari 2015 debuteerde de aanvaller in de Kroatische competitie, tegen RNK Split. Op 2 mei 2015 maakte hij zijn eerste competitietreffer, tegen datzelfde RNK Split. Op 25 juli 2015 maakte Hodžić zijn eerste hattrick, tegen Inter Zaprešić.

## Clubstatistieken
| Seizoen | Club             | Land                  | Competitie        | Wed. | Doelp. |
| ------- | ---------------- | --------------------- | ----------------- | ---- | ------ |
| 2011/12 | Liverpool FC     | Engeland              | Premier League    | 0    | 0      |
| 2012/13 | → FK Željezničar | Bosnië en Herzegovina | Premijer Liga     | 17   | 4      |
| 2013/14 | → FK Željezničar | Bosnië en Herzegovina | Premijer Liga     | 28   | 14     |
| 2014/15 | Dinamo Zagreb    | Kroatië               | 1.HNL             | 6    | 1      |
| 2015/16 | Dinamo Zagreb    | Kroatië               | 1.HNL             | 24   | 13     |
| 2016/17 | Dinamo Zagreb    | Kroatië               | 1.HNL             | 25   | 16     |
| 2017/18 | Dinamo Zagreb    | Kroatië               | 1.HNL             | 24   | 6      |
| 2018/19 | Dinamo Zagreb    | Kroatië               | 1.HNL             | 2    | 1      |
| 2018/19 | Fehérvár         | Hongarije             | Nemzeti Bajnokság | 26   | 4      |
| 2019/20 | Fehérvár         | Hongarije             | Nemzeti Bajnokság | 12   | 7      |
| Totaal  | Totaal           | Totaal                | Totaal            | 164  | 66     |

## Interlandcarrière
Hodžić debuteerde in 2015 voor Bosnië –21. Hij debuteerde op 29 mei 2016 onder leiding van bondscoach Mehmed Baždarević in het Bosnisch voetbalelftal, in een met 3–1 verloren oefeninterland in Sankt Gallen tegen Spanje. Hij moest in dat duel na 57 minuten plaatsmaken voor Haris Duljević. Hodžić maakte op 12 oktober 2019 zijn eerste interlandgoal. Hij schoot toen de 4–0 binnen in een met 4–1 gewonnen EK-kwalificatiewedstrijd tegen Finland.